# Avrami Aslanbegov
Avrami Bogdanovitch Aslanbegov, ou Aslanbekov (en russe : Аврамий Богданович Асланбегов; né en 1822 à Bakou et décédé le 7 décembre 1901 à Saint-Pétersbourg), était vice-amiral et écrivain russe d'origine kabarde.

## Biographie
En 1837, Avraam Aslanbegov sortit diplômé avec les honneurs du Corps naval des Cadets. Il commença sa carrière dans la Flotte de la Baltique. Après l'obtention du grade d'officier, il servit dans la Flotte de la Baltique et de la mer Noire. En 1842, il servit sur le Selafiil, le Varsovie, le brick Femistokl. Il prit part à la guerre de Crimée (1854-1856) au cours du siège de Sébastopol, il combattit aux côtés de l'amiral Pavel Nakhimov. Vers la fin des années 1850 et 1860 il reprit du service dans la Flotte de la mer Baltique en qualité de commandant de la corvette Sokol, il navigua en mer Noire et en Méditerranée (1858-1864). De retour en mer Baltique, il commanda la frégate Retvizan (1864-1868). En 1868, Avraam Bogdanovitch Aslanbegov dirigea le journal la Défense de Sébastopol. Au début des années 1870, il fut admis comme membre du Comité chargé du développement du commerce maritime et la construction navale dans le Courlande. Entre 1871 et 1878, il commanda les 3e et le 8e équipages navals. En 1879, il fut nommé commandant d'une escadre de l'océan Pacifique composée des croiseurs cuirassés Minine, Prince Pojarski, Duc d'Édimbourg, les croiseurs Asie et Afrique. En 1881, Avraam Aslanbegov navigua en mer Baltique, longea les côtes de l'Amérique du Nord, de l'Asie, navigua dans le Pacifique et sur les mers d'Extrême-Orient où il servit jusqu'à sa retraite en 1882. En 1887, Avraam Bogdanovitch Aslanbegov fut promu au grade de vice-amiral.

## Distinctions
- 1855 : Ordre de Saint-Stanislas (2e classe avec couronne impériale et épées)
- 1855 : Ordre de Sainte-Anne (2e classe avec épées)
- 1857 : Ordre de Saint-Vladimir (4e classe avec ruban)
- 1881 : Ordre de Saint-Stanislas (1re classe)
- 1883 : Ordre de Sainte-Anne (1re classe)
- 1888 : Ordre de l'Aigle blanc
- 1898 : Ordre d'Alexandre Nevski

## Littérature
En plus de la publication du journal la Défense de Sébastopol, Avraam Bogdanovitch Aslanbegov fut très actif dans l'histoire de la marine russe. Il fut membre du musée de la défense de Sébastopol. Il rédigea plusieurs biographies concernant des héros de la Défense de Sébastopol : Pavel Stepanovitch Nakhimov, (1868), Alexeï Samuelovitch Greig (1873)

## Sources
- (en) Cet article est partiellement ou en totalité issu de l’article de Wikipédia en anglais intitulé « Avraamy Aslanbegov » (voir la liste des auteurs).

- (ru) Cet article est partiellement ou en totalité issu de l’article de Wikipédia en russe intitulé « Асланбегов, Аврамий Богданович » (voir la liste des auteurs).